# A Candaira
A Candaira es una localidad despoblada del municipio de Saviñao, en la provincia de Lugo, España. Pertenece a la parroquia de Rebordaos.
Se encuentra a 485 metros de altitud y en 2023 se encontraba despoblada.
En ella se encuentra la Torre de A Candaira, catalogada como Bien de interés cultural.